# Chimmie Fadden Out West
Chimmie Fadden Out West er en amerikansk stumfilm fra 1915 af Cecil B. DeMille.

## Medvirkende
- Victor Moore som Chimmie Fadden
- Camille Astor
- Raymond Hatton som Larry
- Mrs. Lewis McCord
- Ernest Joy som Mr. Van Courtlandt